# مرکز تحقیقات نانومهندسی سطح دانشگاه تهران
مرکز تحقیقات نانومهندسی سطح دانشگاه تهران (SNE) یک مرکز چندمنظوره تحقیقاتی‌ست که به دنبال پیشرفت و به کارگیری نانومهندسی در صنعت می‌باشد. در این مرکز تحقیقات در زمینه سطوح پیشرفته با ویژگی‌های منحصر به فرد برای کارایی صنعتی بهتر و مفیدتر با کمک نانومهندسی در قالب پژوهش‌ها و پروژه‌های متعدد، صورت می‌گیرد. از جمله آن‌ها می‌توان به کاهش نیروی درگ وارد بر اجسام، کاهش میزان خوردگی سطوح و بررسی امکان افزایش زیست‌سازگارپذیریِ ایمپلنت‌های دندانی اشاره کرد. در مرکز SNE حدود 50 نفر از دانشجویان و فارغ التحصیلان دانشگاه تهران و سایر دانشگاه‌های برتر ایران مشغول به کار هستند. این مرکز به عنوان یکی از نمایندگان دانشگاه تهران در هجدهمین نمایشگاه دستاوردهای پژوهش و فناوری و فن بازار حضور داشت و به عنوان غرفه برتر مورد تقدیر قرار گرفت. همچنین این مرکز همکاری‌های علمی و صنعتی گوناگونی را با مراکز مختلف ایران و جهان انجام می دهد. از جمله این همکاران این مرکز عبارتند از گروه مپنا، دانشگاه یورک کانادا و آزمایشگاه IMFT فرانسه.